# Rhododendron loniceriflorum
Rhododendron loniceriflorum är en ljungväxtart som beskrevs av Pui Cheung Tam. Rhododendron loniceriflorum ingår i släktet rododendron, och familjen ljungväxter. Inga underarter finns listade i Catalogue of Life.